# درون‌تخمی

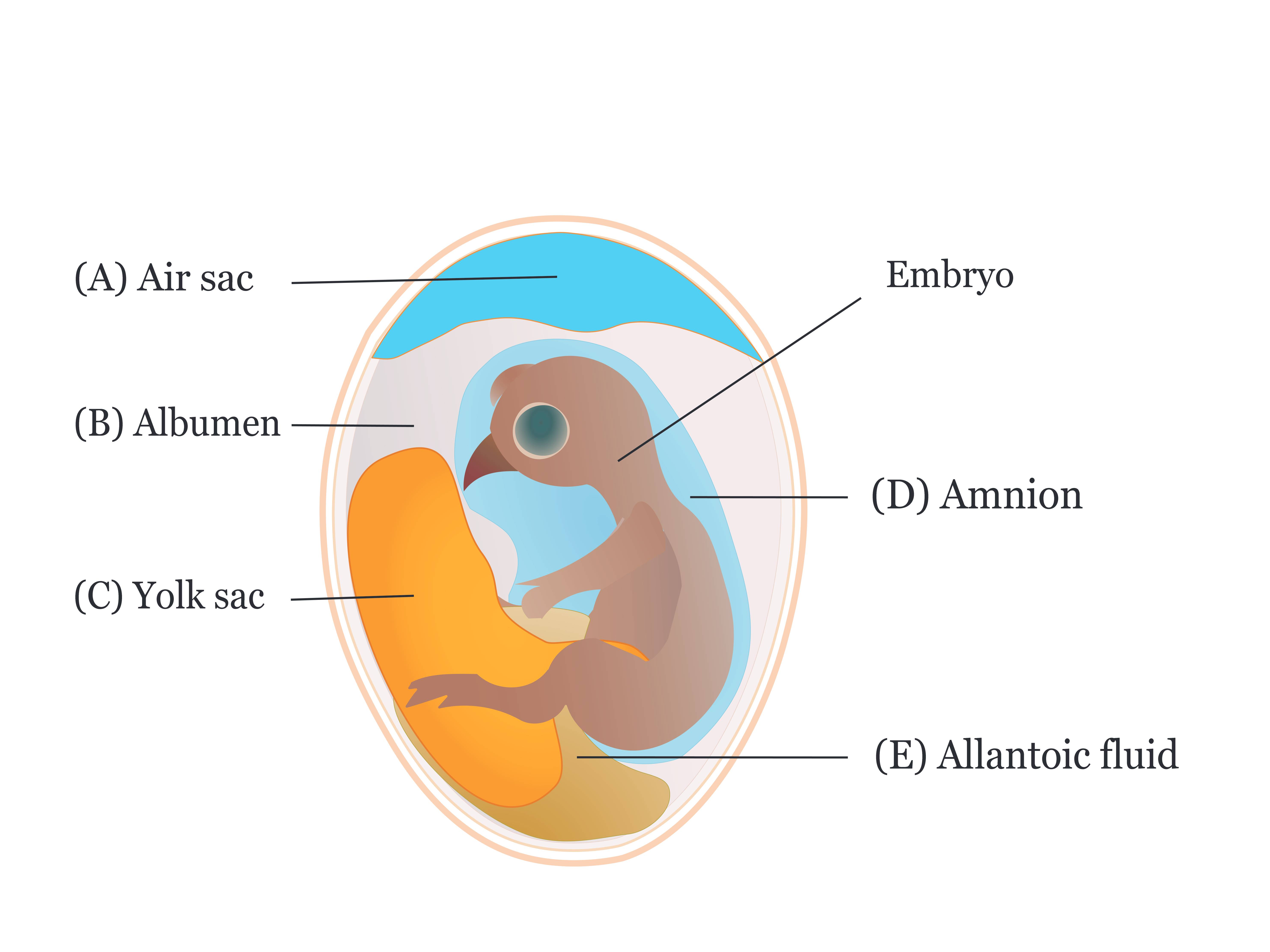
ترکیب‌های زیست‌فعال را می‌توان از طریق کیسه هوا، آلبومین، کیسه زرده، آمنیون و مایع آلانتوئیک به تخم‌مرغ تزریق کرد.

درون‌تخمی (به زبان لاتین: in ovo) در پزشکی به روش رشد دادن ویروس زنده در جنین تخم مرغ برای ساخت واکسن جهت استفاده انسانی و همچنین روشی مؤثر برای واکسیناسیون ماکیان در برابر انواع آنفولانزای مرغی و ویروس کرونا اشاره دارد. در این روش در طول دوره نهفتگی، ویروس در سلول‌هایی که غشای کوریوآلانتوئیک را تشکیل می‌دهند، تکثیر می‌شود.